# 스카우트 라이프

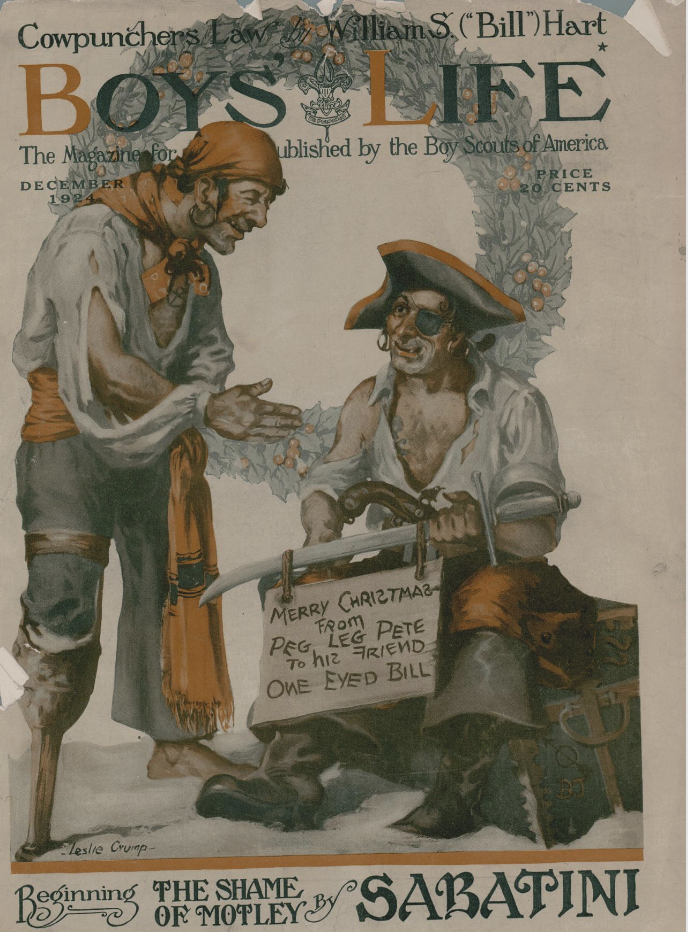
1924년 12월호 표지

스카우트 라이프(이전의 Boys' Life)는 미국 보이스카우트(BSA)의 월간 잡지이다. 이 잡지의 대상 독자는 6세에서 18세 사이의 어린이들이다. 이 잡지의 본사는 텍사스주 어빙에 있다.
스카우트 라이프는 두 개의 인구통계학 판으로 출판된다. 두 판 모두 표지가 같은 경우가 많지만, 판당 16-20페이지 분량의 독특한 내용을 포함함으로써 타깃 오디언스에 맞추어져 있다. 첫 번째 판은 컵 스카우트, 6-10세의 컵 스카우트, 1학년의 위벨로스 스카우트의 가장 어린 멤버들에게 적합하다. 두 번째 판은 18세의 보이스카우트, 바시티 스카우트, 벤처스를 통해 2학년의 위벨로스를 포함하는 11-18세의 소년 소녀들에게 적합하다. 구독이 보이스카우트 프로그램 등록을 통해 이루어진 경우, 출판사는 스카우트의 나이에 따라 적절한 판을 선택한다.
2007년 6월, 보이스 라이프는 올해의 정기 간행물을 포함하여 교육 출판인 협회(AEP)가 수여하는 4개의 공로상을 받았다.
이 잡지의 마스코트는 페드로 더 메일버로로 독자들의 편지에 답하며 만화의 소재가 되고 있다. 2018년, BSA는 현재 양성 스카우트를 받아들이는 이름이 바뀐 프로그램인 스카우트 BSA에 여학생들이 추가된 것을 반영하기 위해 보류 중인 제목 변경을 발표했다. 제목은 2021년 1월호부터 스카우트 라이프로 변경되었다.